# Heinz Arendt
Heinz Arendt   (Berlín, 16 de maig de 1917 - Unkel, 5 de gener de 2006) fou un nedador alemany, especialista en estil lliure, que va competir durant la dècada de 1930. Era germà de la també nedadora Gisela Jacob-Arendt.
El 1936 va prendre part en els Jocs Olímpics d'Estiu de Berlín, on va disputar dues proves del programa de natació. Fou setè en la prova dels 1.500 metres lliures, mentre en els 400 metres lliures quedà eliminat en semifinals.
En el seu palmarès destaca una medalla de bronze en els 1.500 metres lliures del Campionat d'Europa de natació de 1938, i els cinc campionats nacionals, un dels 400 metres lliures (1936) i quatre dels 1.500 metres de 1936 i 1939.